# باربرا برافي

باربرا برافي هي مغنية، كاتبة أغاني وممثلة فرنسية، مثلت فرنسا في مسابقة الأغنية الأوروبية 2021 وحصلت على المركز الثاني وهو أفضل مركز لفرنسا منذ 1991.